# Phyllanthus delpyanus
Phyllanthus delpyanus är en emblikaväxtart som beskrevs av John Hutchinson. Phyllanthus delpyanus ingår i släktet Phyllanthus och familjen emblikaväxter. Inga underarter finns listade i Catalogue of Life.